# 나카이 카즈야
나카이 카즈야(일본어: 中井 和哉, 1967년 11월 25일~)는 일본의 아오니 프로덕션 소속 남자 성우이자 나레이터이다. 효고현 고베시에서 태어났다.
대표작으로《원피스》(롤로노아 조로),《기동신세기 건담 X》(위츠 수), 《사무라이 참프루》(무겐), 《XXX홀릭》(도메키 시즈카), 《은혼》(히지카타 토시로, 톳시), 게임《파이널 판타지 X》(와카), 게임 《진 삼국무쌍》시리즈(하후돈, 전위), 게임《전국 바사라》시리즈(다테 마사무네), 《테일즈 오브 레젠디아》(모제스 샹도르) 등이 있다.

## 인물 소개

### 경력
성우가 되기 전에는 공무원으로 일하고 있었고, 특기인 측량 역시 그 시절에 익힌 것이다. '이렇게 공무원으로서 인생을 끝낼 것인가'라는 생각이 들어, 일하면서 주말 등의 휴일을 이용해 오사카에 있는 아오니 성우 양성소에 다녔다 한다.
데뷔 후, 바로 《기동 신세기 건담 X》의 위츠 수 등을 담당. 그 후에도 나레이션 공부는 계속하고 있었지만, 《원피스》의 주인공 중 한 명인 롤로노아 조로 역을 맡게 된 것을 계기로, 텔레비전 애니메이션이나 게임 성우로서 활약하게 되었다. 현재 애니메이션 외에도 정보 프로그램 등, 많은 나레이션을 맡고 있다.

### 상세
- 쿨하고 세련된 인물, 격정적이거나 난폭한 캐릭터를 연기하는 일이 많았지만, 《노에인 ~또 하나의 너에게~》에서는 극중 1인 3역을 소화해냈다. 또한 《울트라맨 맥스》DML 울트라맨 맥스나 《디지몬 세이버즈》의 가오몬 등 냉정한 캐릭터, 《근육맨 2세》의 한조같이 광기를 드러낸 캐릭터, 《포켓몬스터 다이아몬드&펄》의 나오시와 같이 온화한 청년 등도 연기하고 있다.
- 《그레네디어 ~미소의 섬사~》의 코지마 야지로나 《은혼》의 히지카타 토시로, 《사무라이 참프루》의 무겐, 《무한의 주인》의 마가츠 타이토, 《전국 바사라》의 다테 마사무네 등, 검사나 사무라이 등의 일본식 캐릭터를 연기하는 일이 많다.
- 이벤트 등에서는, 평소에는 잘 하지 않는 나약한 인물을 연기하기도 한다.

## 출연작품
※ 굵은 글씨는 주연, 주요 캐릭터

### TV애니메이션
1995년
- 걸리버 보이 (사이) *33화
- 미소녀전사 세일러문 세일러스타즈 (아사누마 잇토)

1996년
- 키테레츠 대백과 (경관)
- 기동신세기 건담X (위츠 수)
- 게게게의 키타로(제4작)(점원 #34 , 야쿠자 C #71 , 미이케 #86 , 동사무소의 사람 B #109 외)
- 지옥선생 누베 (젊은 남자)
- 체포하겠어 (젊은이, 남자)
- 드래곤볼GT (병사B, 마을사람)

1998년
- 로도스도 전기 영웅기사전 (레오나)

1999년
- 주간 스토리랜드 (범인)
- 신하켄덴(마로)
- 성방천사 엔젤링크스(셀쥬)
- 포켓몬스터 (모리오)
- 원피스 (롤로노아 조로, 피엘, 지고로)
- 멀티랜서 (그리아노스)

2001년
- 미래전사 런딤 (미야우치 신페이)
- 헬싱 (얀 발렌타인)

2002년
- 기동전사 건담 SEED (마르키오 도사, 등)
- 십이국기 (凱之、蛛枕)
- 명탐정 코난 (코테가와 쥰)
- |근육맨 2세 (한조)

2003년
- SD 건담포스 (건 다이버)
- 배틀 프로그래머 시라세 (시라세 아키라)
- 스크랩드 프린세스 (가릴)

2004년
- 그레네이더 ~미소의 섬사~ (코지마 야지로)
- 마법신화 라그나로크 (이루가)
- 사무라이 건 (마츠자키)
- 사무라이 참프루 (무겐)

2005년
- 노에인 ~또하나의 너에게~ (카라스)
- 트리니티 블러드 (트레스 이쿠스)

2006년
- 은혼 (히지카타 토시로, 톳시)
- xxx홀릭（도메키 시즈카）
- 데스노트 (모기 칸조)
- 디지몬 세이버즈 (가오몬)
- 수왕성 (자기 (성장 후))
- 워킹맨 (스가와라 후미야)
- 포켓몬스터 DP (나오시)

2007년
- 노다메 칸타빌레 (에토 코조)
- 디그레이맨 (고즈)

2008년
- xxx홀릭 계(도메키 시즈카, 도메키 하루카)
- 무한의 주인 (마가츠 타이토)
- 나루토 질풍전 (후리도)
- 마인탐정 네우로 (이하라 노리유키)*14화
- 데스노트 리라이트2L을 잇는 자 (모기 칸조)
- 서양골동과자점 ~안티크~ (유괴범, 아저씨)

2009년
- 세븐 고스트（카츠라기）
- 내일의 요이치 (와시즈 료)
- 전국 바사라 (다테 마사무네)
- 아수라 크라잉 (카가카가리 타카야)
- 강철의 연금술사 BROTHERHOOD (마일즈)
- 전장의 발큐리아 (사카)
- 레터 비 (지기 페퍼)
- 지옥소녀 3기 (츠즈쿠 킨야)
- 첫사랑 한정 (타케이 겐고로)
- 화이트 앨범 (타마루)

2010년
- 납치사 고요 (센키치)
- 전국 BASARA (다테 마사무네)
- 레터 비 REVERSE (지기 페퍼)
- 전설의 용자의 전설 (레팔 에디아)
- 강철의 연금술사 BROTHERHOOD (마일즈 소령)

2011년
- 부르잖아요, 아자젤 씨 (샐러맨더)
- 청의 엑소시스트 (스구로 류지)
- 일상 (스페이드3)*18화 예고
- 치하야후루 (키나시 히로(해롱이))

2012년
- 샤이닝 하츠 (디란)
- 쿠로코의 농구 (이마요시 쇼이치)

2013년
- 쿠로코의 농구 (이마요시 쇼이치)

2015년
- 혈계전선 (재프 렌프로)

2020년
- 불꽃 소방대 2장 (이카타루 오비)

### OVA
2009년
- xxx홀릭 춘몽기 (도메키 시즈카, 도메키 하루카)

2010년
- xxx홀릭 롱(龍) (도메키 시즈카)

### 극장판 애니메이션
2002년
- 원피스 극장판 시리즈 (롤로노아 조로)

2005년
- xxxHOLic 극장판 한여름 밤의 꿈 (도메키 시즈카)

2010년
- 은혼 극장판 신역 홍앵편 (히지카타 토시로)
- BLEACH 극장판(4th) (코쿠토)

2011년
- 전국바사라 극장판(6월개봉) (다테 마사무네)

2016년
- 원피스 필름 골드 (조로)

2017년
- 밤은 짧아 걸어 아가씨야 (히구치)
- 극장판 하이카라씨가 간다 전편 베니오, 꽃의 17세

2018년
- 원피스 스페셜 1기: 루피 떨어지다! 신비한 바다의 배꼽 대탐험 (조로)
- 원피스 스페셜 2기: 드넓은 바다에 펼쳐라! 아빠의 커다란 꿈! (조로)
- 원피스 스페셜 3기: 지켜라! 마지막 큰 무대 (조로)
- 극장판 하이카라씨가 간다 후편 꽃의 동경대 로망

2019년
- 원피스 스탬피드 (조로)

2022년
- 원피스 필름 레드 (조로)

### 게임
2002년
- 록맨 제로 (파브닐)

2005년
- 테일즈 오브 레젠디아 (모제스 샹도르)

2006년
- 여신전생 페르소나 3 (아라가키 신지로)
- 록맨 젝스 (모델F)

2007년
- 윌 오 위습 (윌)
- 클로버 나라의 앨리스 ~Wonderful Wonder World~ (그레이 링마크)

2009년
- 여신전생 페르소나 3 포터블 (아라가키 신지로)
- 조커 나라의 앨리스 ~Wonderful Wonder World~ (그레이 링마크)

2010년
- 탄환논파 희망의 학교와 절망의 고교생 (오오와다 몬도)

2011년
- 장난감 상자 나라의 앨리스 ~Wonderful Wonder World~ (그레이 링마크)

2018년
- 영원한 7일의 도시 (그레이무)